# 約旦吞併約旦河西岸
約旦吞併約旦河西岸是指1950年4月24日約旦正式吞併約旦河西岸的舉動，此前在1948年阿拉伯-以色列戰爭期間，約旦佔領了此前曾屬於巴勒斯坦託管地的領土。這次併吞使得約旦的人口從40萬增加到130萬。
在1948年阿拉伯-以色列戰爭期間，約旦的阿拉伯军团控制了包括杰里科、伯利恆、希布倫、納布盧斯、东耶路撒冷、耶路撒冷旧城在內的約旦河西岸地區。
在1948年12月召開的耶利哥會議上，來自約旦河西岸的數百位巴勒斯坦知識分子聚集在一起，他們決定接受約旦的統治，並承認阿卜杜拉一世是他們的領導人。1950年4月24日約旦吞併約旦河西岸後，大多數國家並不承認，而且認為約旦此舉是非法和無效的。一個月之後，阿拉伯国家联盟承認約旦可以暫且託管約旦河西岸地區，直到巴勒斯坦問題解決為止。英国、美国、伊拉克以及巴基斯坦 承認了約旦的併吞舉動。當約旦在1955年加入聯合國時，沒有國家因為約旦吞併約旦河西岸而拒絕讓約旦加入聯合國。
後來約旦規定約旦河西岸的居民享有約旦的公民權，此時約旦的人口增加了一倍以上。這些加入約旦國籍的約旦河西岸居民和其他約旦人一樣可以在政府機關中任職，而且機會均等，並且不會遭到歧視，而且約旦議會中有一半的議席來自約旦河西岸地區。
在第三次中东战争期間，約旦河西岸被以色列佔領。1988年，約旦方面表示約旦河西岸不再是約旦領土，亦不再受約旦行政機構管轄。約旦河西岸的阿拉伯人喪失了約旦的公民權，不再是約旦公民。